# Kékszárnyú pitta
A kékszárnyú pitta (Pitta moluccensis) a madarak osztályának verébalakúak (Passeriformes) rendjébe és a pittafélék (Pittidae) családjába tartozó faj.

## Rendszerezése
A fajt Philipp Ludwig Statius Müller német zoológus írta le 1776-ban, a Turdus nembe Turdus moluccensis néven.

## Előfordulása
Ausztráliában, Dél- és Délkelet-Ázsiában, Brunei, Kambodzsa, Kína, a Karácsony-sziget, Hongkong, India, Indonézia, Laosz, Malajzia, Mianmar, a Fülöp-szigetek, Szingapúr, Thaiföld és Vietnám területén honos. 
Természetes élőhelyei a szubtrópusi vagy trópusi síkvidéki esőerdők,  mangroveerdők, száraz erdők és cserjések,  valamint ültetvények és városi környezet. Vonuló faj.

## Megjelenése
Testhossza 20 centiméter, testtömege 54-146 gramm.
|  |

## Életmódja
Rovarokkal táplálkozik.

## Szaporodása
Fészekalja 3–4 tojásból áll.

## Természetvédelmi helyzete
Az elterjedési területe rendkívül nagy, egyedszáma ugyan csökken, de még nem éri el a kritikus szintet. A Természetvédelmi Világszövetség Vörös listáján nem fenyegetett fajként szerepel.